# La Ciotat
La Ciotat (okcitansko/provansalsko La Ciutat) je jugovzhodno predmestje Marseilla in občina v jugovzhodnem francoskem departmaju Bouches-du-Rhône regije Provansa-Alpe-Azurna obala. Leta 2008 je naselje imelo 34.271 prebivalcev.

## Uprava
La Ciotat je sedež istoimenskega kantona, v katerega je poleg njegove vključena še občina Ceyreste s 40.816 prebivalci.
Kanton La Ciotat je sestavni del okrožja Marseille.

## Pobratena mesta
- Bridgwater (Anglija, Združeno kraljestvo),
- Kranj (Slovenija),
- Singen (Baden-Württemberg, Nemčija),
- Torre Annunziata (Kampanija, Italija).
- pogled na ozemlje La Ciotata